# Barbra Ring
Barbra Mathilde Ring, née le 4 juillet 1870 à Drammen et morte le 16 mai 1955 à Oslo, est une auteure norvégienne.

## Biographie
Née à Drammen, dans le Comté de Buskerud, elle est la fille de Ole Ring et de Thora Augusta Ravn. Elle grandit dans le quartier de Stabekk à Bærum et fait ses études secondaires à l'école de Frøken Falsens à Kristiania.
Entre 1902 et 1905, elle travaille comme bibliothécaire et archiviste pour le Norges Oplysningskontor for Næringsveiene (bureau norvégien d'information pour la route industrielle) avant de devenir critique littéraire pour Ørebladet jusqu'en 1914 puis est embauchée comme critique de théâtre pour Nationen. Elle passe quelques années à Bergen avant de revenir à Oslo pour commencer sa carrière d'auteure.
Son premier roman pour enfants, Babbens Dagbog, est publié en 1904 et est un succès. Il est considéré comme l'origine du ungpikebøker (livres pour jeunefille) traitant d'amour pour les adolescentes. Elle publie pour les adultes pour la première fois en 1914 avec Jomfruen. Ce texte est un plaidoyer pour le droit des femmes à être elles-mêmes.
Pendant la Seconde Guerre mondiale, bien qu'elle ait été soupçonnée d'avoir des accointances avec le nazisme, elle vient en aide aux résistants et démissionne aussi de son poste à Nationen lorsque la direction est repris par un nazi. L'Association des écrivains norvégiens lui offre une bourse honorifique pour lui permettre de subvenir à ses besoins jusqu'à la fin de la guerre.
Elle est membre de l'Association de la presse norvégienne ainsi que du PEN club norvégien.
Elle meurt le 16 mai 1955 à Oslo.

## Vie personnelle
Elle épouse Thorvald Kirsebom, né à Kristiansand, à l'âge de 18 ans en 1889,. Ils divorcent en 1901 après la naissance de leur premier et unique enfant, une fille, Gerda Ring. En 1917, elle épouse le colonel Ragnard Rosenquist qui meurt en 1920.

### Livres pour enfants
- Babbens Dagbog (1904)
- Peik og Fjeldmusbøkerne og andre fortællinger for de unge (1917-1918)

### Romans
- Jomfruen (1914)
- Under seil (1916)
- To (1920)
- Kredsen (1921)
- Eldjarstad (1931)
- Leken på Ladeby (1936)
- Leken blir liv (1937)

### Recueil de nouvelles
- Fnugg (1909)

### Mémoires
- Fra Hanna Winsnes' prestegaard (1911)
- For hundre aar siden (1924)
- Dengang jeg var pige (1928)
- Minder og smaa bekjendelser (1929)
- Mellem venner og fiender (1947)